# 339 Doroteja
339 Doroteja (mednarodno ime je 339 Dorothea) je asteroid tipa  S (po Tholenu) oziroma asteroid tipa K ˙(po SMASS) v glavnem asteroidnem pasu. Pripada asteroidni družini Eos.

## Odkritje
Asteroid je odkril nemški astronom Max Wolf ( 1863 – 1932) 25. septembra 1892 v Heidelbergu. Imenuje se po ameriški astronomki Dorotheaji Klumpke-Roberts (1861 – 1942).

## Lastnosti
Asteroid Doroteja obkroži Sonce v 5,24 letih. Njegova tirnica ima izsrednost 0,096, nagnjena pa je za 9,941° proti ekliptiki. Premer asteroida je okoli 38 km.